# Kózaburó Tamamura
Kózaburó Tamamura (玉村 康三郎, Tamamura Kózaburó) (1856 — 1923?) byl japonský fotograf.

## Život a dílo
V roce 1874 si otevřel fotografické studio ve čtvrti Asakusa v Tokiu a po necelých deseti letech v roce 1883 se odstěhoval do Jokohamy, kde provozoval svůj nejúspěšnější ateliér. Byl průkopníkem snímků zvaných Jokohama šašin, což byly velmi úspěšné série ručně kolorovaných fotografií. V Jokohamě měl sídlo společnosti na ulici Benten-dóri. Jen o několik dveří opodál se nacházelo studio fotografa T. Enamiho, se kterým v průběhu několika let spolupracovali na nejméně třech projektech.
Jeho studio fungovalo až do roku 1909. Zemřel asi v roce 1923.

## Galerie

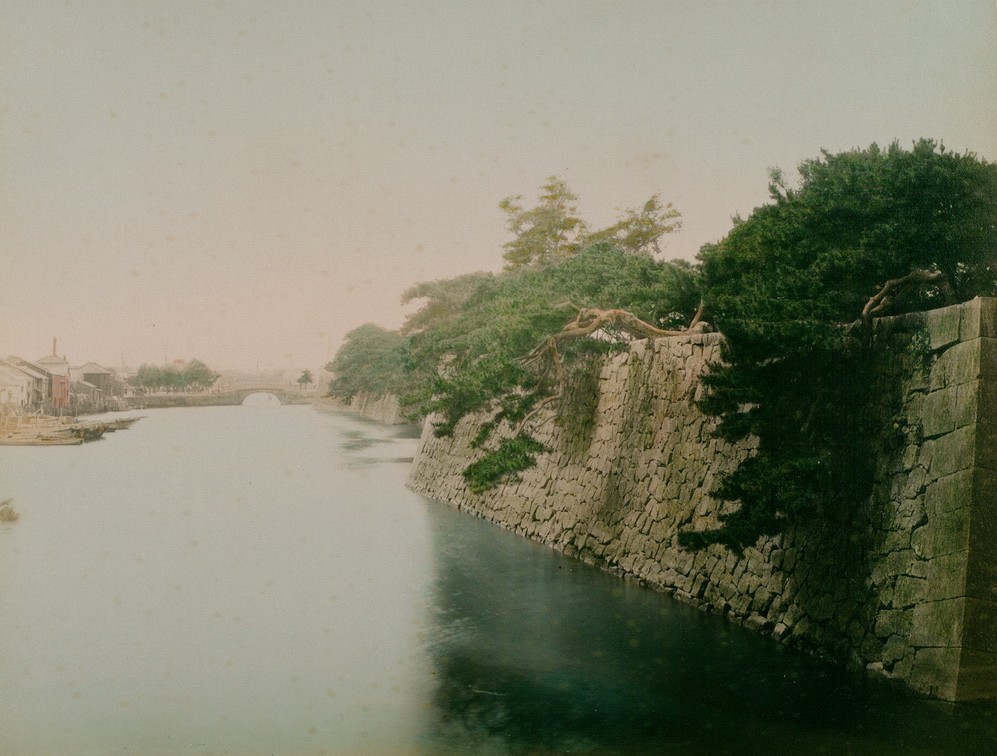
Tokio, před 1880
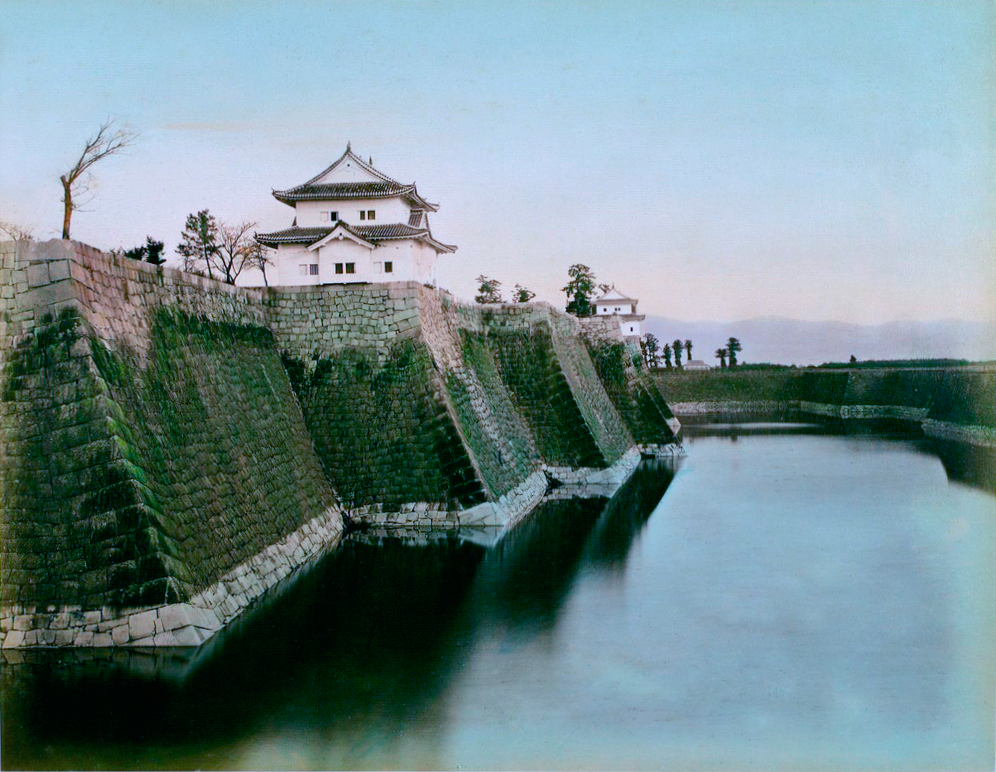
Tokio, před 1880
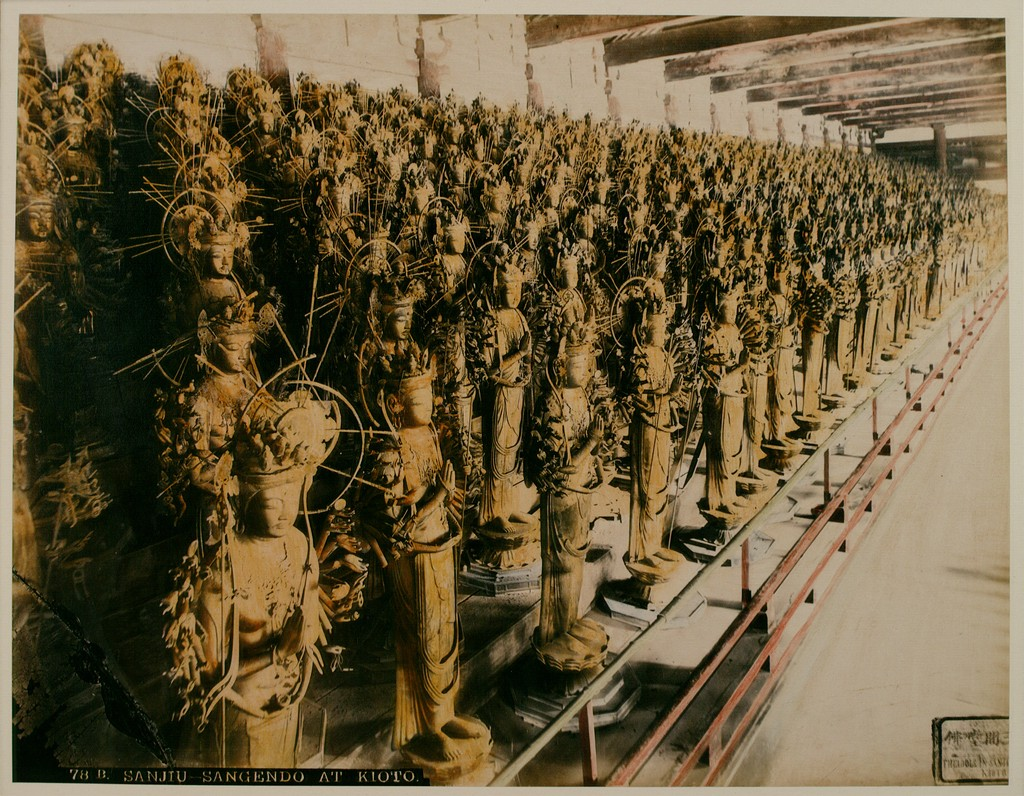
Buddhistický chrám Sandžúsangen-dó, Kjóto, před 1880
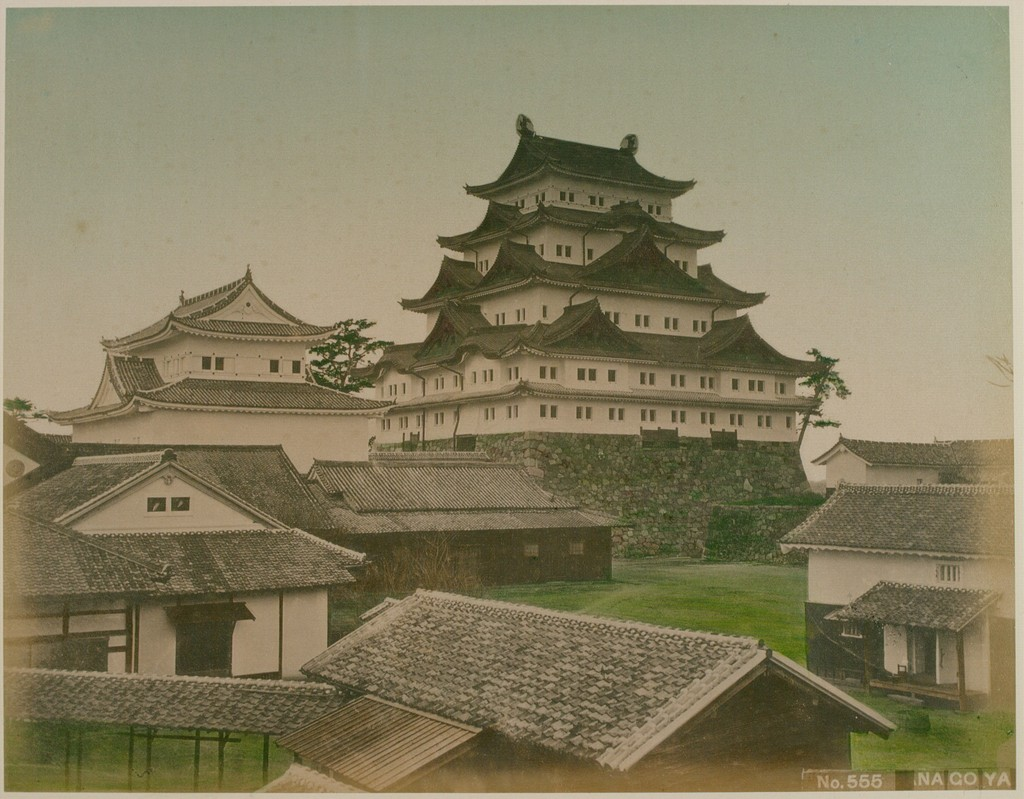
Nagoja, albuminový papír, před 1880